# Florian Biesik
Florian Biesik (ur. 4 marca 1850 w Wilamowicach, zm. 13 marca 1926 w Trieście) – austro-węgierski urzędnik kolejowy i poeta, autor dzieł literackich w języku wilamowskim, twórca jednej z ortografii wilamowskich.

## Życiorys
Biesik przyszedł na świat 4 marca 1850 (w niektórych źródłach błędnie podaje się rok 1849) w Wilamowicach jako syn Floriana i Katarzyny z domu Fox. Miał dwóch młodszych braci, Jana (ur. 1853) i Hermanna (ur. 1874). Rodowe nazwisko Biesik należało do najbardziej typowych noszonych przez Wilamowian.
Po ukończeniu szkoły elementarnej w rodzinnym miasteczku uczęszczał od 1863 do Gimnazjum św. Anny w Krakowie. Wyrzucony po roku przeniósł się do Gimnazjum św. Jacka, z którego z kolei został relegowany w 1866 z powodu słabych wyników w nauce i braku środków na zapłatę czesnego. W czasie pobytu w Krakowie mieszkał na ulicy Grodzkiej, a następnie w bursie św. Jacka. Prawdopodobnie pod wpływem znajomości z właścicielem mieszkania na Grodzkiej, który był urzędnikiem kolejowym, Biesik podjął decyzję o swej dalszej karierze i wyjechał do Wiednia na szkolenia kolejarskie.
W 1873 został urzędnikiem kolejowym. Związany z C.K. Uprzywilejowanym Towarzystwem Kolei Południowej (K.k. privilegierte Südbahn-Gesellschaft) przeniósł się wkrótce (dokładna data nieznana) do Triestu, gdzie wspinał się po kolejnych szczeblach kariery aż do pozycji nadoficjała. Ożenił się z Włoszką Federicą Giovi (lub Garsari, w źródłach pojawiają się dwa warianty nazwiska), z którą miał syna Casimira osiadłego później w Mariborze.
Biesik przeszedł na emeryturę w 1911 i do końca życia pozostał na stałe w Trieście, odwiedzając co jakiś czas rodzinne Wilamowice, po raz ostatni w 1923. W tym czasie zajął się twórczością literacką w ojczystym języku wilamowskim. Najstarszy znany wiersz, Dy nójy póterbąwa kultur (Nowa kultura maślarek), pochodzi z 1913. Najobszerniejsze dzieło, liczący 2104 wersów poemat Óf jer wełt (Na tamtym świecie) inspirowany Boską komedią Dantego, został ukończony w 1921. Na potrzeby swoich tekstów wytworzył własny system ortograficzny wykorzystujący przede wszystkim znaki polskiego alfabetu. Używał pseudonimu Flora-Flora zaczerpniętego od wilamowskiego brzmienia imienia Florian. Pisywał również artykuły do triesteńskiej prasy lokalnej. Był zwolennikiem tezy o nieniemieckim pochodzeniu Wilamowian i podkreślał rzekome podobieństwo języka wilamowskiego do niderlandzkiego, fryzyjskiego czy angielskiego, co było – obok rodzinnych sporów majątkowych – jednym z powodów poważnego konfliktu z bratem Hermannem (autorem Wörterbuch der deutschen Mundart von Wilamowice – Słownika niemieckiej gwary Wilamowic), który nawet zmienił swoje nazwisko z Biesik na Mojmir.
Zmarł w wieku 76 lat na zapalenie płuc i został pochowany na cmentarzu św. Anny w Trieście.

## Upamiętnienie

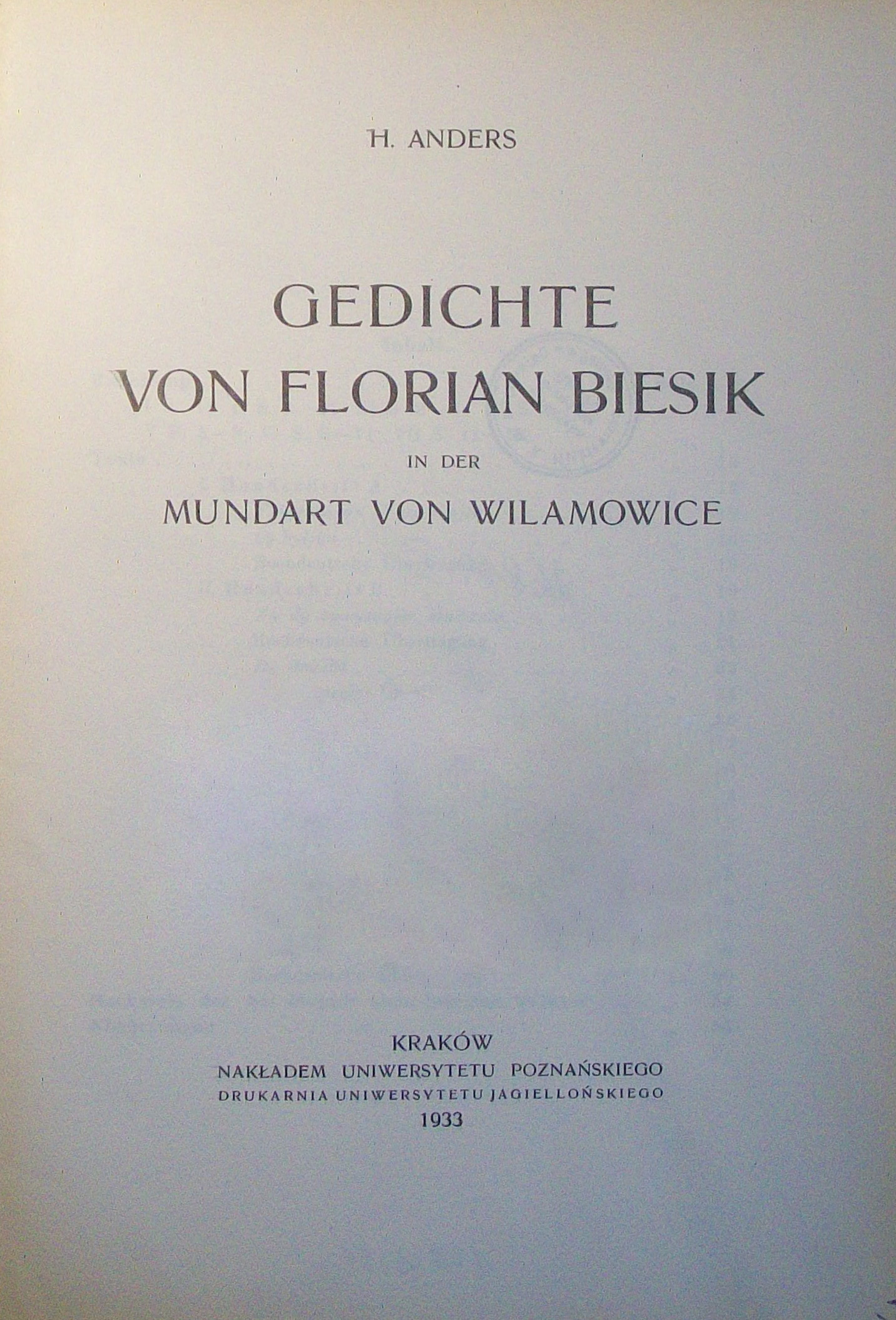
Strona tytułowa Gedichte von Florian Biesik in der Mundart von Wilamowice

Wybór utworów Biesika (sześć wierszy i jeden list) został opublikowany w 1933 przez Heinricha Andersa jako Gedichte von Florian Biesik in der Mundart von Wilamowice. Pięć innych, w tym poemat Óf jer wełt, pozostały szerzej nieznane aż do odnalezienia 230-stronicowego rękopisu (obejmującego w sumie dziesięć tekstów, w tym pięć opublikowanych wcześniej przez Andersa) przez Tomasza Wicherkiewicza podczas badań terenowych w Wilamowicach w 1989. Postaci Biesika i jego twórczości Wicherkiewicz poświęcił swoją rozprawę doktorską Język, kultura i mieszkańcy Wilamowic w świetle twórczości literackiej Floriana Biesika – studium etnolingwistyczne obronioną w 1998, a w 2003 wydał w języku angielskim monografię The Making of a Language: The Case of the Idiom of Wilamowice, southern Poland, która zawiera szczegółową analizę odnalezionego rękopisu .
W 1994 nakręcony został dla TVP film dokumentalny w reżyserii Doroty Latour Dante z Wilamowic opowiadający historię Biesika.
W 2013 imieniem Floriana Biesika nazwano jedną z nowo wytyczonych ulic w Wilamowicach.